# ایست نورویچ (نیویورک)
ایست نورویچ (به انگلیسی: East Norwich) یک منطقهٔ مسکونی در ایالات متحده آمریکا است که در شهرستان نساو، نیویورک واقع شده‌است. ایست نورویچ ۲٫۷ کیلومتر مربع مساحت و ۲٬۷۰۹ نفر جمعیت دارد و ۶۱ متر بالاتر از سطح دریا واقع شده‌است.